# Jenks
Jenks és una ciutat dels Estats Units a l'estat d'Oklahoma. Segons el cens del 2000 tenia 9.557 habitants.

## Demografia
Segons el cens del 2000, Jenks tenia 9.557 habitants, 3.451 habitatges, i 2.757 famílies. La densitat de població era de 257,3 habitants per km².
Dels 3.451 habitatges en un 43,1% hi vivien nens de menys de 18 anys, en un 66% hi vivien parelles casades, en un 9,9% dones solteres, i en un 20,1% no eren unitats familiars. En el 18,1% dels habitatges hi vivien persones soles el 7,1% de les quals corresponia a persones de 65 anys o més que vivien soles. El nombre mitjà de persones vivint en cada habitatge era de 2,74 i el nombre mitjà de persones que vivien en cada família era de 3,12.
Per edats la població es repartia de la següent manera: un 29,7% tenia menys de 18 anys, un 6,6% entre 18 i 24, un 31,5% entre 25 i 44, un 23% de 45 a 60 i un 9,1% 65 anys o més.
L'edat mediana era de 35 anys. Per cada 100 dones de 18 o més anys hi havia 90 homes.
La renda mediana per habitatge era de 54.637 $ i la renda mediana per família de 61.050 $. Els homes tenien una renda mediana de 42.148 $ mentre que les dones 28.419 $. La renda per capita de la població era de 22.804 $. Entorn del 2,6% de les famílies i el 4,6% de la població estaven per davall del llindar de pobresa.

## Poblacions més properes
El següent diagrama mostra les poblacions més properes.